# تخزين البيانات البصرية خماسي الأبعاد
تخزين البيانات البصرية خماسي الأبعاد (المعروف أيضًا باسم بلورة ذاكرة سوبرمان ،  إشارة إلى بلورات الذاكرة الكريبتونية من سلسلة سوبرمان) هو زجاج نانوي تجريبي لتسجيل البيانات الرقمية بشكل دائم باستخدام عملية كتابة ليزر فيمتوثانية . قد تكون الأقراص التي تستخدم هذه التقنية قادرة على تخزين ما يصل إلى 360 terabytes من البيانات  (في الحجم الأكبر، أقراص مقاس 12 سم) لمليارات السنين. تم إثبات المفهوم تجريبياً في عام 2013. قامت شركة هيتاشي ومايكروسوفت بالبحث في تقنيات التخزين الضوئي القائمة على الزجاج، وكان الأخير تحت اسم مشروع السيليكا .
يرجع وصف "الخمسة أبعاد" إلى أنه على عكس نحت البيانات فقط على سطح قطعة ورق ثنائية الأبعاد أو شريط مغناطيسي، تستخدم طريقة الترميز هذه بعدين بصريين وثلاثة إحداثيات مكانية للكتابة في جميع أنحاء المادة، مما اقترح اسم "بلورة البيانات 5 الأبعاد". لا تشتمل هذه التقنية أبعادا خمسة بالمعنى الحرفي. يشكل حجم واتجاه وموقع الشكل النانوي ثلاثي الأبعاد ما يسمى بالأبعاد الخمسة.

## التصميم التقني
يتمثل المفهوم في تخزين البيانات بصريًا في مواد شفافة غير حساسة للضوء مثل الكوارتز المنصهر ، والذي يتمتع بثبات كيميائي عالي. تم اقتراح و عرض تسجيل البيانات باستخدام ليزر الفمتوثانية لأول مرة في عام 1996. يتكون وسط التخزين من الكوارتز المنصهر، حيث يتم استخدام الأبعاد المكانية ، والشدة، والاستقطاب ، والطول الموجي لتعديل البيانات. من خلال إدخال جسيمات نانوية من الذهب أو الفضة مدمجة في المادة، يمكن استغلال خصائصها البلازمونية .
وفقا لجامعة ساوثهامبتون :
| « | The 5-dimensional discs [have] tiny patterns printed on 3 layers within the discs. Depending on the angle they are viewed from, these patterns can look completely different. This may sound like science fiction, but it's basically a really fancy optical illusion. In this case, the 5 dimensions inside of the discs are the size and orientation in relation to the 3-dimensional position of the nanostructures. The concept of being 5-dimensional means that one disc has several different images depending on the angle that one views it from, and the magnification of the microscope used to view it. Basically, each disc has multiple layers of micro and macro level images. | » |

يمكن قراءة البيانات المسجلة باستخدام كلٍ من المجهر الضوئي والمستقطب.
تم عرض هذه التقنية لأول مرة في عام 2009 بواسطة باحثين في جامعة سوينبورن للتكنولوجيا  وفي عام 2010 بواسطة مختبر كازويوكي هيراو في جامعة كيوتو،  وتم تطويرها بشكل أكبر بواسطة مجموعة أبحاث بيتر كازانسكي في مركز أبحاث الإلكترونيات الضوئية بجامعة ساوثهامبتون . تم اختبار الأقراص المسجلة من ذلك الوقت لمدة 3100 ساعة عند درجة حرارة تبلغ 100 درجة مئوية وتبين أنها لا تزال تعمل "بشكل مثالي" بعد عشر سنوات.

## الاستخدامات
في عام 2018، استخدم البروفيسور بيتر كازانسكي هذه التقنية لتخزين نسخة من ثلاثية الأساس لإسحق أسيموف ، والتي تم إطلاقها إلى الفضاء على متن سيارة تيسلا رودستر التابعة لإيلون ماسك بالتعاون مع مؤسسة آرتش ميشن .
في عام 2024، قامت مجموعة كازانسكي بتشفير الجينوم البشري المكون من ثلاثة مليارات حرف ونقشه على قرص خماسي الأبعاد بحجم عملة معدنية. ويحتوي على مفتاح مرئي يشرح كيفية استخدامه، تكريمًا للوحات بايونير التي تم وضعها على متن مركبتي الفضاء بايونير 10 عام 1972 وبايونير 11 عام 1973. تم تخزين القرص في أرشيف ذاكرة البشرية ، الموجود في منجم الملح الأقدم في العالم في هالستات، النمسا .

## روابط خارجية
- الموقع التسويقي لفريق البحث في ساوثهامبتون